# Fonsi Nieto

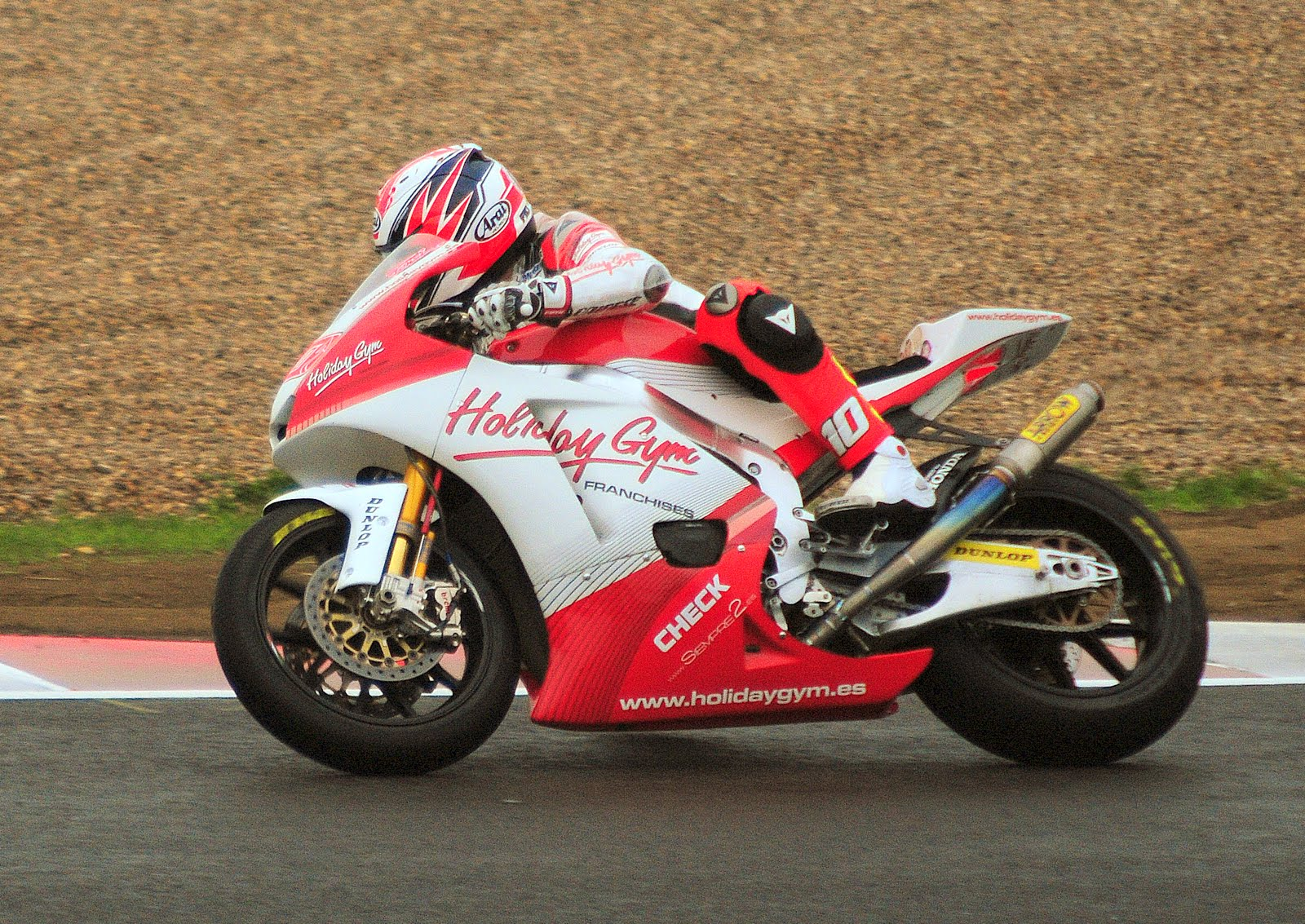
Fonsi Nieto op Silverstone in 2010.

Alfonso (Fonsi) González Nieto (Madrid, 2 december 1978) is een Spaans motorcoureur.
Nieto maakte zijn debuut in de 125cc-klasse van het wereldkampioenschap wegrace in 1997 met een wildcard in zijn thuisrace op een Aprilia. In 1998 reed hij met een wildcard in de Grands Prix van Spanje, Madrid en Catalonië in deze klasse. Ook won hij in 1998 de 125cc-klasse en in 1999 en 2000 de 250cc-klasse van het Spaanse kampioenschap wegrace. Hiernaast maakte hij in 1999 zijn fulltime debuut in de 250cc-klasse van het wereldkampioenschap wegrace op een Yamaha, waarin zijn beste resultaat in zijn twee seizoenen een zesde plaats was tijdens de Grand Prix van Portugal in 2000. In 2001 keerde hij terug op een Aprilia en stond tijdens de Grands Prix van Valencia en Maleisië op het podium. In 2002 had hij zijn beste seizoen met overwinningen in Spanje, Frankrijk, Portugal en Maleisië, waardoor hij achter Marco Melandri als tweede in het kampioenschap eindigde. In 2003 behaalde hij nog een aantal podiumplaatsen, waaronder zijn laatste Grand Prix-overwinning in Groot-Brittannië.
Nadat Nieto in 2004 enkel in Spanje op het podium stond, maakte hij in 2005 de overstap naar het wereldkampioenschap superbike en kwam hierin uit op een Ducati. Na acht raceweekenden vertrok hij bij het team, maar in de laatste raceweekenden op het Autodromo Enzo e Dino Ferrari en het Circuit Magny-Cours reed hij met een wildcard op een Kawasaki. In 2006 stapte hij fulltime over naar een Kawasaki en behaalde op het TT-Circuit Assen zijn eerste podiumplaats in het kampioenschap. In 2007 behaalde hij pole position op de Lausitzring en stond hij op Magny-Cours op het podium. Dat jaar reed hij ook zijn enige MotoGP-race op een Kawasaki als vervanger van de geblesseerde Olivier Jacque in de Grand Prix van Frankrijk. In 2008 stapte hij in het wereldkampioenschap superbike over naar een Suzuki, waarmee hij in het eerste raceweekend op het Losail International Circuit zijn enige overwinning in het kampioenschap behaalde. Tevens stond hij op het podium op het Phillip Island Grand Prix Circuit en Magny-Cours. In 2009 werd zijn contract bij Suzuki niet verlengd, maar reed wel drie raceweekenden als vervanger van Max Neukirchner en verving tijdens de laatste vijf raceweekenden ook Lorenzo Lanzi op een Ducati. In 2010 keerde hij terug naar het wereldkampioenschap wegrace om in de Moto2-klasse op een Moriwaki te rijden. Na één seizoen, met een vierde plaats in Duitsland als beste resultaat, maakte hij aan het begin van 2011 bekend om te stoppen met racen, omdat hij niet volledig genas van verwondingen die hij opliep bij een crash tijdens de Grand Prix van Indianapolis.